# Metafizică cuantică
Termenul de metafizică cuantică a fost utilizat pentru prima dată de către Thomas J. Germine și Ben Goertzel în legătură cu viziunea filozofului David Bohm și ipoteza privind Ordinea Implicită. Prin extensie, este utilizat în legătură cu anumite viziuni filozofice care, pornind de la rezultatele științei contemporane, le extrapolează în speculații de factură metafizică mai mult sau mai puțin îndreptățite.

## În filozofia românească
În filozofia românească, pornind de la David Bohm, academicianul Mihai Drăgănescu introduce termenul de ortofizică. Metafizica cuantică are semnificația de analiză a implicațiilor ontologice ale teoriilor științifice contemporane și formularea unor modele comprehensive ale acestora. Ea apare ca răspuns din interiorul paradigmei holiste și a celei transmoderne la „refuzul” metafizicii formulat fie în manieră pozitivistă, fie în manieră deconstructivistă.
Renunțarea la valoarea absolută a „realității” în favoarea „posibilului”, se confruntă cu experiența imediată a „Eu percep această realitate”. Este perfect posibil în sens everettian (Everett, 1972) să construiești o lume imaginară în care spre exemplu Albert Einstein nu a creat teoria relativității. Această „lume” va fi perfect coerentă, dar nu este lumea pe care noi o sesizăm ca reală. 

## Critică
Critica metafizicii cuantice este realizată de Stenger din poziția respingerii relației dintre fizică și misticism (1996). Aceste legături sunt văzute de Tom Huston ca fiind cel mult de natură metaforică (2008).
Considerând aceste teorii ca aparținând „pseudoștiinței”, Heinz Pagels critică, în volumul „Codul Cosmic”, înțelegerea interacțiunilor nonlocale în sensul unor evidențe teoretice ale fenomenelor paranormale sau mistice. Critica vizează legimitatea extrapolărilor unor teorii științifice în filosofiile postmoderne, cum ar fi Teoria haosului sau mecanica cuantică. 